# Mary Taylor

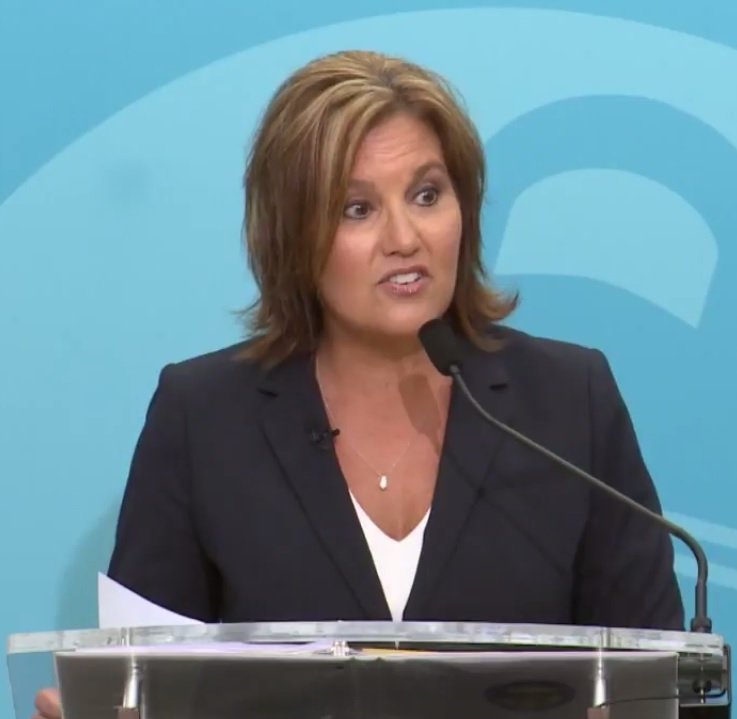
Mary Taylor (2017)

Mary Taylor (* 7. März 1966 in Green, Summit County, Ohio) ist eine US-amerikanische Politikerin. Von 2011 bis 2019 war sie Vizegouverneurin des Bundesstaates Ohio.

## Werdegang
Mary Taylor studierte Buchhaltung und Steuerrecht an der University of Akron. Anschließend arbeitete sie zwischen 1990 und 2006 als Certified Public Accountant bei verschiedenen Firmen. Gleichzeitig schlug sie als Mitglied der Republikanischen Partei eine politische Laufbahn ein. Zwischen 2003 und 2006 saß sie im Repräsentantenhaus von Ohio; zwischen 2007 und 2011 bekleidete sie als Nachfolgerin von Betty Montgomery das Amt des Staatsrevisors (State Auditor). Im Staatsparlament gehörte sie dem Steuer- und dem Haushaltsausschuss an.
2010 wurde Taylor an der Seite von John Kasich zur Vizegouverneurin von Ohio gewählt. Dieses Amt bekleidet sie seit 2011. Dabei ist sie Stellvertreterin des Gouverneurs. Sie ist Mitglied mehrerer Organisationen und Vereinigungen. Im Jahr 2014 wurden sowohl der Gouverneur als auch seine Stellvertreterin wiedergewählt. Im Frühjahr 2017 kündigte sie an, bei den Wahlen im Herbst 2018 selbst für das Gouverneursamt kandidieren zu wollen. Gouverneur Kasich, der weiterhin populär ist, erklärte daraufhin seine Unterstützung für die Vizegouverneurin.
Mit ihrem Mann Don hat sie zwei Söhne.